# Кінґо Сунен
Кінґо Сунен (англ. Kingo Sunen) — вигаданий персонаж американських коміксів, виданих видавництвом Marvel Comics. Вперше з'явився в «The Eternals» #11 (травень 1977) і був створений Джеком Кірбі. Він зображений як представник Вічних, вигаданої раси у всесвіті коміксів Marvel Comics.
Персонаж вперше з'явився на екрані у кіновсесвіті Marvel у фільмі 2021 року «Вічні», в якому його грає Кумейл Нанджіані.

## Історія публікації
Кінґо був створений Джеком Кірбі. Вперше він з'явився в «The Eternals» #11 (травень 1977). Як і всіх інших Вічних, Кірбі створив його як суміш наукової фантастики з класичною міфологією, подібно до того, як він створив Нових Богів для DC Comics у 1971 році.

## Сили й вміння
Імовірно, Кінґо Сунен володіє всіма типовими здібностями Вічних — безсмертям, надсилою, польотом, проєкцією енергії та молекулярними маніпуляціями. Однак він уникає використання цих здібностей в бою, вважаючи за краще битися в традиційній манері самураїв. Кінґо використовує меч, викуваний Вічним Фастосом, який може розсікати практично будь-який матеріал.